# 1992 WU1
1992 WU1 är en asteroid i huvudbältet, som upptäcktes den 18 november 1992 av den japanske amatörastronomen Atsushi Sugie i Dynic-observatoriet.